# Kees IJmkers
Cornelis Antoon (Kees) IJmkers (Den Haag, 3 september 1924 – aldaar, 13 januari 2014) was een Nederlands politicus namens de Communistische Partij van Nederland (CPN).
IJmkers was werkzaam als metaalbewerker toen hij in 1964 voor de CPN in de gemeenteraad van Den Haag kwam. Hij was kort lid van de Eerste Kamer voor hij in de Provinciale Staten van Zuid-Holland kwam. Van 1969 tot 1987 was hij wederom lid van de Eerste Kamer. IJmkers werd onderscheiden als Officier in de Orde van Oranje-Nassau.
- Biografisch Portaal: 10780883
- Parlement.com: vg09lldxcvzz